# Woskowniczek jamkowaty

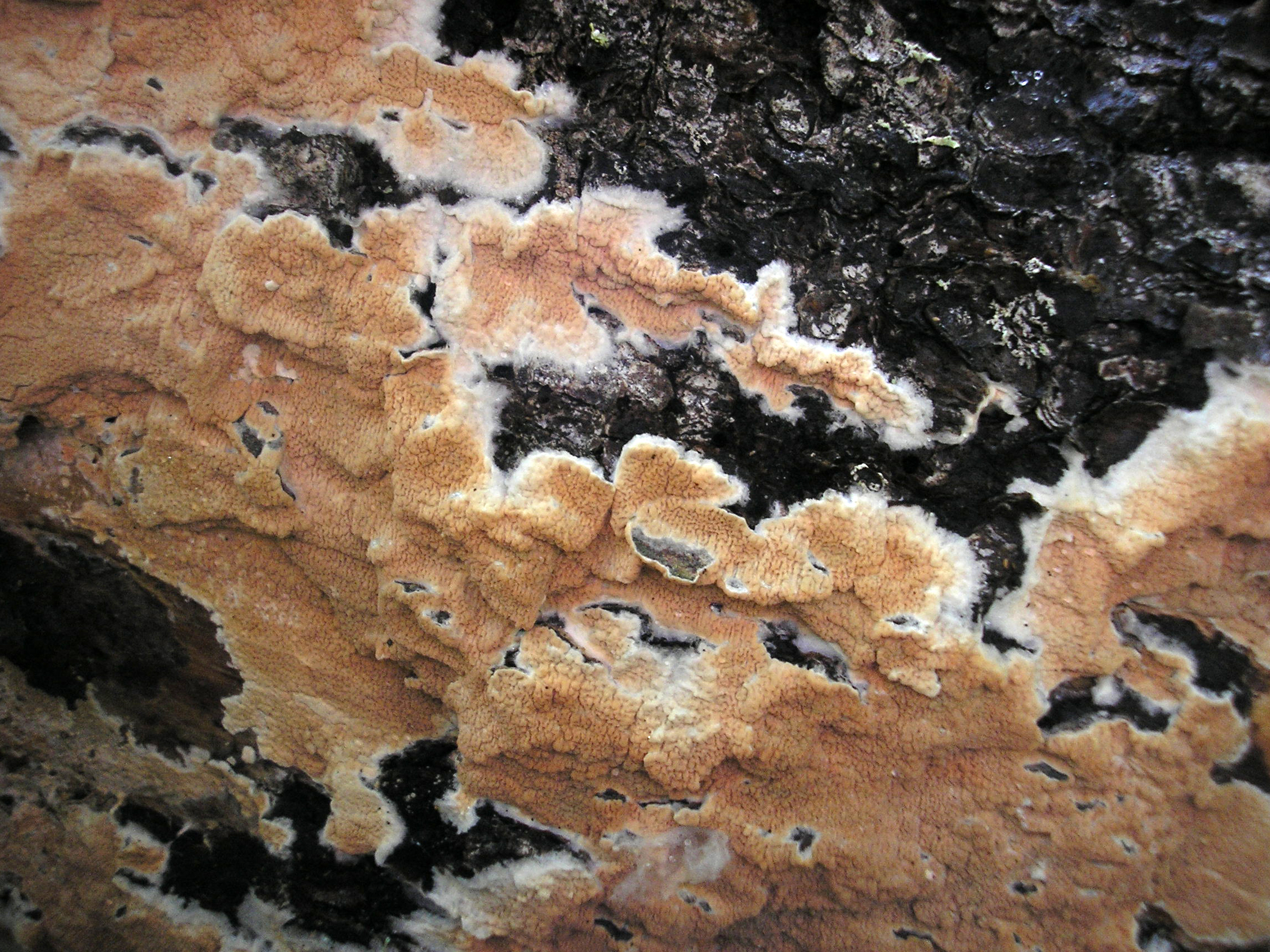

Woskowniczek jamkowaty (Crystallicutis serpens (Tode) El-Gharabawy, Leal-Dutra & G.W. Griff) – gatunek grzybów z rzędu żagwiowców (Polyporales).

## Systematyka i nazewnictwo
Pozycja w klasyfikacji według Index Fungorum: Crystallicutis, Irpicaceae, Polyporales, Incertae sedis, Agaricomycetes, Agaricomycotina, Basidiomycota, Fungi.
Takson ten w 1783 r. opisał Heinrich Julius Tode, nadając mu nazwę Merulius serpens. Obecną, uznaną przez Index Fungorum nazwę nadali mu El-Gharabawy, Leal-Dutra i G.W. Griff. w 2021 r. przenosząc go z rzędu Amylocorticiales do rzędu Polyporales (żagwiowce)
Ma ponad 20 synonimów. Niektóre z nich:
- Byssomerulius serpens (Tode) Parmasto 1967
- Ceraceomerulius serpens (Tode) J. Erikss. & Ryvarden 1973
- Ceraceomyces serpens (Tode) Ginns 1976

Franciszek Błoński w 1888 r. nadał mu polską nazwę stroczek pełzający, Władysław Wojewoda w 2003 r. zaproponował nazwę woskowniczek jamkowaty (dla synonimu Ceraceomyces serpens). Obydwie polskie nazwy są niespójne z aktualną nazwą naukową.

## Morfologia
Owocnik
Rozpostarty, o grubości około 0,5 mm. Powierzchnia początkowo gładka, biała, potem meruliowata, mniej lub bardziej żółtawa, pomarańczowa, bladoczerwona lub nawet zielonkawa. Brzeg biały, włóknisty. Subikulum białe. Tworzy małe ryzomorfy często obecne w zbutwiałym drewnie i w obrzeżu owocnika.
Cechy mikroskopowe
System strzępkowy monomityczny. Wszystkie strzępki ze sprzążkami, w subhymenium mają one szerokość 2,5–3,5 µm, są gęsto splecione, mniej lub bardziej wysycone kryształkami. Strzępki tramy są szersze, o średnicy 3-5 µm, luźniej splecione i rzadziej rozgałęzione, często. Pomiędzy strzępkami obficie występują kryształki o średnicy do 20 µm. Cystyd brak. Podstawki wąsko maczugowate, 18–28 × 4–5 µm z 4 sterygmami. Zarodniki wąsko elipsoidalne, 4–5,5 × 2–2,5 µm.

## Występowanie i siedlisko
Znane jest występowanie woskowniczka jamkowatego w Ameryce Północnej (w USA i Kanadzie), Europie, Azji i na Nowej Zelandii. W Polsce do 2003 r. znane było 7 stanowisk i to już historycznych (1889–1963). W. Wojewoda uznał go za gatunek w Polsce wymarły. W Czerwonej liście roślin i grzybów Polski w 2006 r. ma status E – gatunek wymierający, którego przeżycie jest mało prawdopodobne, jeśli nadal będą działać czynniki zagrożenia. Znaleziono nowe stanowiska. Podaje je m.in. internetowy atlas grzybów. Znajduje się w nim na liście gatunków zagrożonych, wartych objęcia ochroną.
Nadrzewny grzyb saprotroficzny. Występuje w lasach na martwym drewnie drzew iglastych i liściastych. W Polsce notowany na drewnie jodły, leszczyny, buka, sosny i topoli osiki od wczesnej wiosny do października. Powoduje białą zgniliznę drewna.